# Ardtreck Burn
Ardtreck Burn is een riviertje op Skye in Schotland. De rivier is 9 kilometer lang en stroomt door Portnalong. De Ardtreck Burn ontspringt op de berg Arnaval en mondt uit in meer Loch Harport.